# San Antonio (Texas)
San Antonio is een stad in de Amerikaanse staat Texas en telt 1.144.646 inwoners (2000). Het is hiermee de zevende meest bevolkte stad in de Verenigde Staten. De oppervlakte bedraagt 1055,2 km².

## Agglomeratie
San Antonio is een belangrijk centrum en knooppunt. De stad ligt in het zuiden van Texas, op 225 kilometer ten noorden van de Mexicaanse grens, 300 kilometer ten westen van Houston, 120 kilometer ten zuiden van Austin, 410 kilometer ten zuidwesten van Dallas en 800 kilometer ten oosten van El Paso. De stad ligt op het knooppunt van drie autosnelwegen, van drie Interstate highways, namelijk van de Interstate 10, Interstate 35 en Interstate 37. Het is de culturele toegangspoort naar het zuidwesten van de Verenigde Staten, als overgangsgebied van de zuidelijke staten naar de zuidwestelijke staten.
De agglomeratie San Antonio telt slechts 700.000 inwoners meer dan de stad zelf. Aan San Antonio zijn hele omliggende gebieden toegevoegd in plaats van alleen voorsteden rondom de stad. San Antonio heeft geen significante voorsteden. De stad is veel compacter dan andere Texaanse steden en meet 35 kilometer van oost naar west en 35 kilometer van noord naar zuid. Wel is het zo dat vooral in het noorden van de agglomeratie delen van het platteland zijn geürbaniseerd. Op enige afstand liggen een aantal forenzensteden, die geen deel uitmaken van de agglomeratie. De hoofdstad Austin ligt niet ver weg, zodat er veel verkeer over de I-35 tussen beide steden gaat.
Ontwikkeling van nieuw stedelijk gebied vindt voornamelijk plaats aan de noordkant van de agglomeratie. Het centrum is voor Amerikaanse begrippen vrij oud en klassieker gebouwd dan andere Texaanse steden, met de San Antonio Riverwalk, de Alamo en meer Mexicaanse invloed. 20 miljoen mensen bezoeken de stad jaarlijks. Vooral de Riverwalk is een grote toeristische attractie. Aan de oevers van het water van de San Antonio River door de stad liggen restaurants, winkels en kunstgalerieën. Verder lopen er door de stad geen belangrijke rivieren.
De Alamo is een grote toeristische trekpleister. Eigenlijk was het een katholiek missiegebouw dat het centrum werd van de Texaanse Onafhankelijkheidsbeweging. Legendarisch werd het door de belegering door Mexicanen in 1836, in Nederland en België bekend als de slag om de Alamo. Ruim 200 Texaanse vrijheidsstrijders hielden tien dagen stand alvorens het gebouw werd bestormd.
Naast de Alamo waren er nog andere Spaanse katholieke missieposten in het gebied waar San Antonio uitgroeide, deze werden in 2015 tijdens de 39e sessie van de Commissie voor het Werelderfgoed erkend als werelderfgoed en door de UNESCO toegevoegd aan de werelderfgoedlijst onder de titel van de missies van San Antonio.

## Demografie
Van de bevolking is 10,4% ouder dan 65 jaar en bestaat voor 25,1% uit eenpersoonshuishoudens. De werkloosheid bedraagt 3,8% (cijfers volkstelling 2000).
Ongeveer 58,7% van de bevolking van San Antonio bestaat uit hispanics en latino's, 6,8% is van Afrikaanse oorsprong en 1,6% van Aziatische oorsprong.
Het aantal inwoners steeg van 997.434 in 1990 naar 1.144.646 in 2000.

## Klimaat
In januari is de gemiddelde temperatuur 9,6 °C, in juli is dat 29,4 °C. Jaarlijks valt er gemiddeld 786,9 mm neerslag (gegevens op basis van de meetperiode 1961-1990).

## Sport
San Antonio beschikt met basketbalclub San Antonio Spurs over één sportclub die uitkomt in een van de vier grootste Amerikaanse profsporten.

## Attractiepark
San Antonio is onder andere bekend van het pretpark Six Flags Fiesta Texas en SeaWorld San Antonio.

## Naam
De Spaanse verkenners en missionarissen die in 1691 de rivier opvoeren, arriveerden bij de toen kleine nederzetting op 13 juni, de feestdag van Sint-Antonius van Padua, en noemden rivier en nederzetting naar hun heilige.

## Stedenbanden
- Guadalajara (Mexico)
- Santa Cruz de Tenerife (Spanje)

## Bekende inwoners van San Antonio

### Geboren
- Juan Seguín (1806-1890), politicus en militair
- Florence Bates (1888-1954), actrice
- Ann Harding (1902-1981), actrice
- Wilmer Allison (1904-1977), tennisser
- Joan Crawford (1905-1977), actrice
- Edward White (1930-1967), astronaut
- William Keeler (1931-2017), kardinaal-aartsbisschop van Baltimore
- David Scott (1932), astronaut, maanwandelaar
- Carol Burnett (1933), comédienne
- Al Freeman jr. (1934-2012), acteur, filmregisseur en scenarioschrijver
- Renée Victor (1938-2025), actrice en choreografe
- Flaco Jiménez (1939-2025), accordeonist
- John Blaha (1942), astronaut
- Oliver North (1943), militair
- Bruce McGill (1950), acteur
- Christopher Cross (1951), zanger
- Alberto Gonzales (1955), minister
- Callie Khouri (1957), regisseuse, scenarioschrijfster en producente
- John Allen Nelson (1959), acteur, filmproducent en scenarioschrijver
- Emilio Rivera (1961), acteur, filmproducent en stand-upkomiek
- Jesse Borrego (1962), acteur
- Robert Stanton (1963), acteur en toneelregisseur
- Rick Riordan (1964), auteur
- Jonathan Joss (1965-2025), acteur
- Robert Rodriguez (1968), filmregisseur
- Leonard Gates (1970), darter
- Henry Thomas (1971), acteur
- Julián Castro (1974), burgemeester
- Kevin Alejandro (1976), acteur
- Nicholas Gonzalez (1976), acteur
- Warren Kole (1977), acteur
- Michelle Rodríguez (1978), actrice
- Jared Padalecki (1982), acteur
- Darold Williamson (1983), sprinter
- Jessica Collins (1983), actrice
- Scott Jones (1983), voetballer
- James Scully (1992), acteur
- Madison Davenport (1996), (stem)actrice en zangeres
- Austin Mahone (1996), zanger